# Glenea celestis
Glenea celestis es una especie de escarabajo del género Glenea, familia Cerambycidae. Fue descrita científicamente por Thomson en 1865.
Habita en Indonesia. Esta especie mide 15,5-17,5 mm.